# Giorgia Lepore (scrittrice)
Giorgia Lepore (Putignano, 20 agosto 1969) è una scrittrice e archeologa italiana.

## Biografia
Nata a Putignano nel 1969, insegna Storia dell'Arte nel liceo Leonardo da Vinci di Fasano.
Archeologa con un passato come coordinatrice di scavi archeologici e pubblicazioni nel settore, ha esordito come narratrice nel 2009 con il romanzo storico L'abitudine al sangue.
Con Angelo che sei il mio custode ha introdotto nel 2016 il personaggio dell'ispettore della squadra mobile di Bari Gregorio Gerri Esposito (giunto al 2018 alla terza indagine) e si è aggiudicata il Premio Mariano Romiti nel 2017.

## Opere principali

### Romanzi
- L'abitudine al sangue, Roma, Fazi, 2009 ISBN 978-88-8112-985-0.

### Serie Gerri Esposito
- I figli sono pezzi di cuore, Roma, Edizioni e/o, 2015 ISBN 978-88-6632-631-1.
- Angelo che sei il mio custode, Roma, Edizioni e/o, 2016 ISBN 978-88-6632-768-4.
- Il compimento è la pioggia, Roma, Edizioni e/o, 2018 ISBN 978-88-6632-943-5.
- Forse è così che si diventa uomini, Roma, Edizioni e/o, 2025, ISBN 9788833578590

### Saggi
- Oria e il suo territorio nell'altomedioevo: fonti storiche ed evidenze archeologiche, Oria, Italgrafica, 2004

### Curatele
- Masseria Seppannibale Grande in agro di Fasano (BR): indagini in un sito rurale con Gioia Bertelli, Bari, Mario Adda, 2011 ISBN 978-88-8082-931-7.